# Міжнародне товариство історії планування
International Planning History Society (IPHS; Міжнародне товариство історії планування) — міжнародна академічна організація з історії містобудування. Організація була створена в 1974 році в Університеті Лестера, в Лейчестері, Англія, як академічна група під назвою «Група планування історії». У 1993 році вона стала міжнародною організацією з факультетами архітектури та містобудування по всьому світу, а назва була змінена на «Міжнародне товариство історії планування».